# Civitella Paganico
Civitella Paganico é uma comuna italiana da região da Toscana, província de Grosseto, com cerca de 3.098 (Cens. 2001) habitantes. Estende-se por uma área de 192,71 km², tendo uma densidade populacional de 16 hab/km². Faz fronteira com Campagnatico, Cinigiano, Montalcino (SI), Monticiano (SI), Murlo (SI), Roccastrada.

## Demografia
| Variação demográfica do município entre 1861 e 2011                               |
|                                                                                   |
| Fonte: Istituto Nazionale di Statistica (ISTAT) - Elaboração gráfica da Wikipedia |